# Vulmara drostana
Vulmara drostana là một loài bướm đêm thuộc phân họ Arctiinae, họ Erebidae.